# Silvana Collodo
Silvana Collodo (* 11. November 1940 in Trient) ist eine italienische Mittelalterhistorikerin.

## Leben
Silvana Collodo war Professorin an der Facoltà di Lettere e Filosofia der Universität Padua. Dort lehrte sie mit den Schwerpunkten Wirtschafts- und Sozialgeschichte, insbesondere der Zeit zwischen dem 11. und dem 15. Jahrhundert im Nordosten Italiens. 1996 bis 2002 stand sie der Fakultät vor und war Direktorin des Dipartimento di Storia. Sie engagierte sich im Provinzialparlament und an der Universität für Fragen der Gleichberechtigung.

## Schriften (Auswahl)
- mit Francesco Businaro, Elisabetta Antoniazzi (Hrsg.): Guida alla Padova carrarese, in edibus, Vicenza 2013.
- (Hrsg.): Filosofia naturale e scienze dell'esperienza fra Medioevo e umanesimo: studi su Marsilio da Padova, Leon Battista Alberti, Michele Savonarola, Treviso 2012.
- Scienze della natura e ricerca politica: la "civitas terrena" nel "Defensor Pacis" di Marsilio da Padova, in: Silvana Collodo-Remy Simonetti: Filosofia naturale e scienze dell'esperienza fra medioevo e umanesimo. Studi su Marsilio da Padova, Università di Padova, Antilia, 2012, S. 1–108. (academia.edu)
- mit Giovanni Luigi Fontana (Hrsg.): Eredità culturali dell'Adriatico. Archeologia, storia, lingua e letteratura, Rom 2008.
- Origini e fortuna della famiglia Scrovegni, in: Giovanna Valenzano, Federica Toniolo (Hrsg.): Il secolo di Giotto nel Veneto, Istituto Veneto di Scienze, Lettere ed Arti, 2007, S. 47–80.
- Venezia nei secoli centrali del Medioevo, in: Carlo Fumian, Angelo Ventura (Hrsg.): Storia del Veneto, Bd. 2: Dal tardo impero romano al 1350, Rom 2000, S. 78–112.
- Società e istituzioni in area veneta. Itinerari di ricerca (secoli XII-XV), Nardini, 1999.
- mit Giuliano Pinto (Hrsg.): La società medievale, Bologna 1999.
- Una società in trasformazione. Padova tra XI e XV secolo, Padua 1990.
- Il Cadore Medievale verso la formazione di un’identità di regione, in: Il Dominio dei Caminesi tra Piave e Livenza. Atti del 1° Convegno tenutosi a Vittorio Veneto nel novembre 1985, editi per conto del Circolo da TIPSE, Circolo Vittoriese di Ricerche Storiche, Vittorio Veneto 1988, S. 23–50. (online, PDF)
- Signore e mercanti. Storia di un'alleanza a Padova nel Trecento, in: Nuova rivista storica 71 (1987) 489–530.
- mit Giorgio Cracco, Andrea Castagnetti: Studi sul Medioevo veneto, Giappichelli, Turin 1981.
- als Silvana Collodo-Ozoese: Attila e le origini di Venezia nella cultura veneta tardomedievale, in: Atti dell’Istituto veneto di scienze, lettere e arti 131 (1972–1973) 531–567.
- Note sulla cronachistica veneziana. A proposito di un recente volume, in: Archivio veneto serie 5, 91 (1970) 13–30 (Kritik an Antonio Cariles Vorgehen bei der Ordnung der venezianischen Chronistik: Antonio Carile: La cronachistica veneziana (secoli XIII–XVI) di fronte alla spartizione della Romania nel 1204, Florenz 1969).
- Temi e caratteri della cronachistica veneziana in volgare del Tre-Quattrocento (Enrico Dandolo), in: Studi Veneziani 9 (1967) 127–151.